# José Manuel Prostes da Fonseca

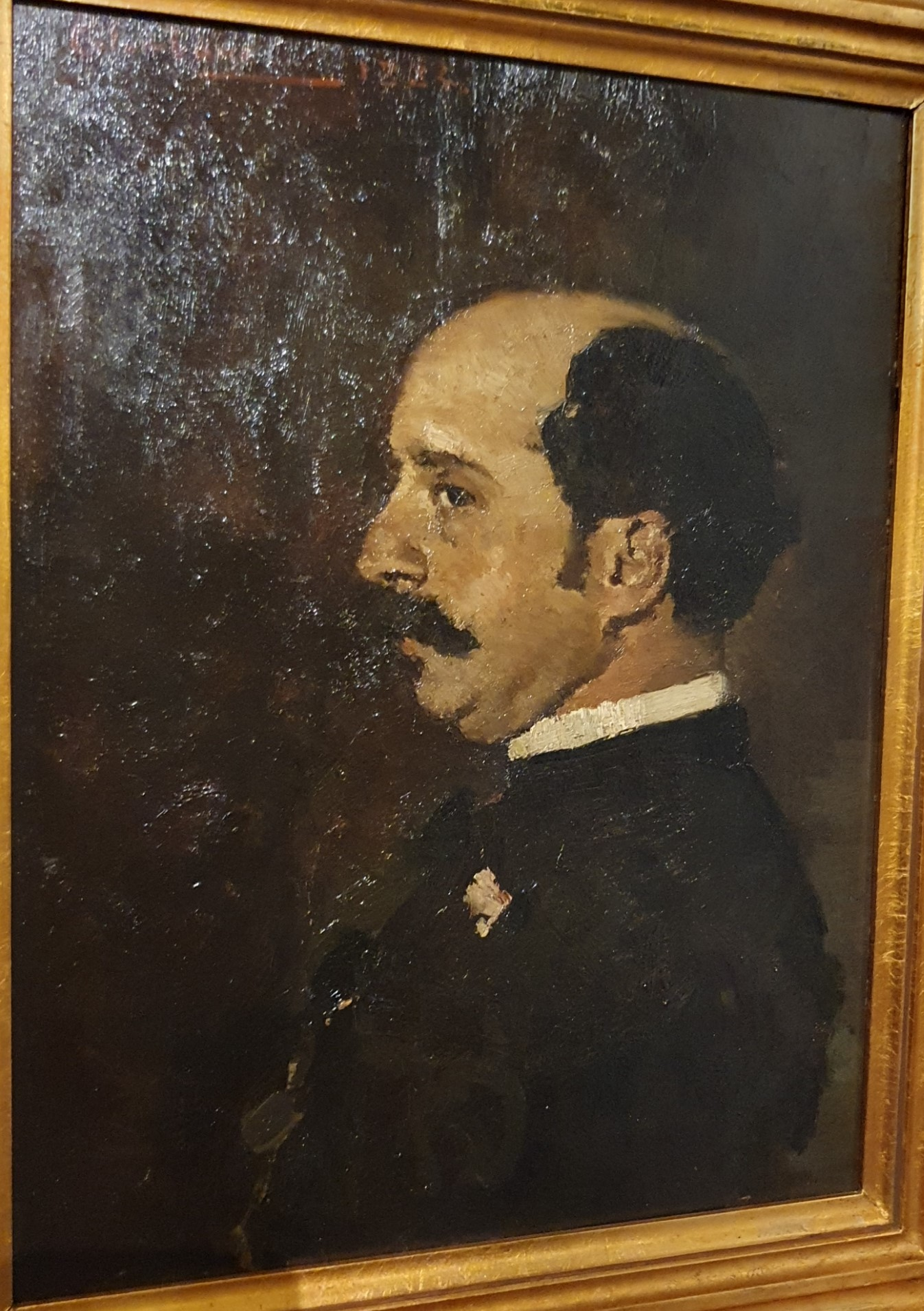
José Manuel Prostes da Fonseca (1884)

José Manuel Corrêa Prostes da Fonseca (* 20. März 1933; † 3. Februar 2013 in Lissabon) war ein portugiesischer Politiker.

## Werdegang
Fonseca schloss ein Studium in Chemieingenieurwesen ab. In der Zeit des Estado Novo war er Generaldirektor der Schulverwaltung. Nach der Nelkenrevolution war er in den ersten drei provisorischen Regierungen von Mai 1974 bis März 1975 Staatssekretär im Ministerium für Erziehung und Kultur.
Später war er in diesem Ministerium Leiter der Abteilung für Studien und wissenschaftliche Forschung. Er war Gründer des Centro de Informação, Formação e Aperfeiçoamento em Gestão (CIFAG) und von 1984 bis 1990 Präsident des Vorstands des Instituto Superior de Ciências do Trabalho e da Empresa (ISCTE).

## Ehrungen
- 1998: Großkreuz des portugiesischen Verdienstordens